# 長吻鮑氏脂鯉
長吻鮑氏脂鯉，為輻鰭魚綱脂鯉目脂鯉亞目魣脂鯉科的其一種，分布於南美洲亞馬遜河、奧里諾科河、埃塞奎博河、托坎廷斯河等流域，體長可達88公分，棲息在水流快速且具岩石、枯木的急流，屬肉食性，獨居或小群活動，生活習性不明。